# Gastó II de Foix

Armes de Gastó II de Foix

Gastó II de Foix i IX de Bearn (1308 – Sevilla, setembre de 1343) fou comte de Foix i vescomte de Bearn i Marsan (1315 – 1343).

## Orígens familiars
Fou el fill gran i successor al comtat de Foix, vescomtat de Bearn i el dominis nord pirinencs de Donasà i Andorra del seu pare Gastó I de Foix i VIII de Bearn. Per la seva banda el seu germà Roger Bernat I de Castellbò rebé en herència el vescomtat de Castellbò.
Es casà el 1324 amb Elionor de Comenge, filla del comte Bernat VII de Comenge. D'aquesta unió nasqué l'infant Gastó III Febus de Foix (1331 – 1391), comte de Foix i vescomte de Bearn.

## Ascens al tron comtal
Va succeir el seu pare amb només 7 anys, tot i que la seva mare Joana d'Artois li va exercí la regència del comtat fins a l'any 1329, en què fou tancada pel seu fill al castell d'Ortès.
Va ser partidari del rei Jaume III de Mallorca en contra del rei català Pere el Gran. Va lluitar també al costat del rei de França a Flandes i Guiena i va participar en la conquesta de Tartàs als anglesos el 1339 i en premi va rebre el títol de vescomte de Lautrec, vescomtat que va infeudar a un membre de la vella dinastia local.
Va seguir la lluita amb els comtes d'Armanyac. Va ostentar per molts anys el càrrec de lloctinent del rei a Gascunya i Llenguadoc. Cap al final de la seva vida va anar a Castella per ajudar el rei Alfons XI contra els musulmans i va participar en el setge d'Algesires.
Va morir a Sevilla el 1343 i és enterrat a l'abadia de Bolbona.